# ENG 57
ENG 57 — двойная звезда в созвездии Дракона. Находится на расстоянии около 35 световых лет от Солнца. Вокруг компонента А обращается, как минимум, одна планета.

## Характеристики
Компонент А (HD 147379) представляет собой тусклый красный карлик 8,89 видимой звёздной величины. Впервые в астрономической литературе упоминается в каталоге Генри Дрейпера, изданном в начале XX века. Масса и радиус звезды составляют 58 % и 57 % солнечных соответственно. Температура поверхности звезды составляет около 4090 кельвинов. Светимость звезды составляет 8 % солнечной.
Компонент B (EW Dra) представляет собой переменную звезду типа BY Дракона.

## Планетная система
В 2017 году группой астрономов, работающих в рамках проекта CARMENES, было объявлено об открытии планеты HD 147379 b в системе. Это газовый гигант, по массе сравнимый с Нептуном, который находится в так называемой обитаемой зоне, то есть орбита планеты лежит в благоприятной температурной зоне для каменистых планет, на поверхности которых может существовать жидкая вода. HD 147379 b является газовой планетой, поэтому существование на её поверхности океанов исключено. Однако она может иметь каменистые спутники, на которых могут быть благоприятные условия для существования жизни.